# Missió de Policia Civil de les Nacions Unides a Haití
La Missió de Policia Civil de les Nacions Unides a Haití (MIPONUH) és una missió de les Nacions Unides establerta sota la Resolució 1141 del Consell de Seguretat de les Nacions Unides del 28 de novembre de 1997, i que va tenir lloc des de desembre de 1997 fins a març de 2000. Sota la MIPONUH, es va continuar la formació de la policia recentment establerta a Haití, que va començar la Missió de Transició de les Nacions Unides a Haití (UNTMIH).
La missió va ser dirigida des d'octubre de 1999 pel Representant Especial del Secretari General i Cap de la Missió Alfredo Lopes Cabral de Guinea Bissau, recolzat des de maig de 1999 `pel responsable militar coronel George Gabbardo de França. La seu era a Port-au-Prince, Haití. Va contractar 300 agents de la policia civil, inclosa una força policial especial, recolzada per 72 funcionaris internacionals i 133 locals i voluntaris de 17 nacions. Els estats involucrats a la missió van ser Argentina, Benín, França, Índia, Canadà, Mali, Níger, Senegal, Togo, Tunísia i els EUA.
Durant la missió, sis policies i un empleat civil de MIPONUH van perdre la vida.